# Harry Sullivan’s War
A Harry Sullivan's War (magyarul: Harry Sullivan háborúja) egy Doctor Who-hoz kapcsolható könyv, ami Harry Sullivan egyik kalandjáról mesél. A könyvet Ian Marter írta, aki játszotta a könyv főhősét. A könyvet nem adták ki magyarul. Cselekménye 1983-ban játszódik, azaz a The Android Invasion után 10 évvel.

## Fülszöveg
„"Ez a történet tíz évvel azután játszódik, miután Harry Sullivan elhagyta a Unitot, valamint elhagyta a Doktort és Sarah Jane Smith-et.
Azóta szigorban titkos munkát végez, az idegmérgek ellen. De amikor átment a Hebrida szigetek Yarra folyóján fegyveres kutatásokon dolgoz. Egyrészt mert sok dolog ellenkezik, másrészt valaki meg akarja ölni Harry-t.
Ki tud jutni biztonságoson az útról? Mi köze van az ügyhöz egy Vincent van Gogh-s festmény? És tényleg Sullivan régi barátja, Brigadier Lethbridge-Stewart dandártábornokhoz, aki valóban részt vett egy rendszerben, ami veszélyezteti a nyugati világot?”

– A fülszöveg szabad magyar fordításban

## Szereplők röviden
- Harry Sullivan: A könyv főhőse. Korábban a Doktor társa, valamint a Unitnak dolgozott
- Sarah Jane Smith: Újságírónő. Ő is korábban volt a Doktor társa.
- Brigadier Lethbridge-Stewart dandártábornok: A Unit Angliai vezetője aki dandártábornok.
- Zbigniew Brodsky: Európai anarchista terroristavezér.
- Samantha: azt állítja, hogy önkéntes munkát végzett az Anti-Chemical Hazard Environment Society.
- Curly: A dandártábornok komornyikja.
- Teddy Bland: Harry barátja.
- Conrad Gold: Intézményigazgató.
- Rudolf Rainbow: Brodsky enforcer-ja.
- Alexander Shire: Amerikai neurológus.
- Esther: Taddy Bland nővére.
- Waldo Tedescu: Román akrobata.
- Rear-Admiral de Longpre: Harry felettese.